# Gmina Maruševec
Gmina Maruševec (chorw. Općina Maruševec) – gmina w Chorwacji, w żupanii varażdińskiej. W 2011 roku liczyła  6381 mieszkańców.